# Bundesautobahn 553
Pour les articles homonymes, voir A553 et Autoroute A553.
La Bundesautobahn 553 est une Bundesautobahn dans le Land de Rhénanie-du-Nord-Westphalie.

## Géographie
La BAB 553 commence à l'échangeur autoroutier de Bliesheim dans le prolongement de la Bundesautobahn 1 en ligne droite et mène de là à la limite nord de Brühl, directement jusqu'aux limites de la ville de Cologne. Dans cette zone, elle remplace la Bundesstraße 51.

## Histoire
Le plan initial est de prolonger l'autoroute jusqu'à la Bundesautobahn 4 au sud de Cologne, afin de desservir davantage le périphérique autoroutier de Cologne. Une liaison transversale vers l'est avec une intersection avec la Bundesautobahn 555 puis à travers le Rhin jusqu'à la Bundesautobahn 59 est prévue. Le prolongement de l'A 553 au sud de Cologne n'est plus prévu.

## Contournement de Meschenich
La circulation vers le sud de Cologne continue d'emprunter la B 51 très fréquentée passant par Cologne-Meschenich ou la Brühler Tangente (L 150/Kerkrader Straße), qui mène à l'A 555 Cologne-Bonn. La L 150 est étendue à quatre voies entre l'A 553 et l'A 555, afin d'atténuer au moins partiellement le problème des embouteillages. En outre, la B 51 existante doit être tracée en tant que B51n, contournant le quartier de Meschenich à Cologne, jusqu'à la sortie de Cologne-Eifeltor sur l'A 4 et, dans certains cas, étendue à 4 voies, comblant ainsi au moins partiellement l'écart. La gare à conteneurs de Cologne-Eifeltor est également desservie par l'A 553, ce qui entraîne des charges considérables pour la population en raison du trafic de camions, notamment à Cologne-Meschenich. Les travaux de construction du contournement de Meschenich débutent officiellement par une conférence de presse pour la première pelletée de terre symbolique le 24 janvier 2020.

## Rheinspange
Dans le projet du Plan fédéral d'infrastructure de transport 2030 (mars 2016), le prolongement de l'A 553 de du croisement de Cologne-Godorf (liaison à l'A 555 sur la rive gauche du Rhin) jusqu'au triangle autoroutier de Cologne-Lind (liaison avec l'A 59 sur la rive droite du Rhin), appelé Rheinspange, est toujours possible comme besoin supplémentaire dans le droit de l'urbanisme, le projet est reclassé dans la catégorie des besoins urgents jusqu'à son adoption (août 2016). Le prolongement de l'A 553 vers Cologne-Porz-Lind devrait également inclure la construction d'un nouveau passage sur le Rhin, qui soulagera la pression sur le pont Friedrich-Ebert à Bonn et sur le pont de Rodenkirchen. Celui-ci devrait être conçu soit comme un pont, soit comme un tunnel ; en outre, selon les idées des citoyens et des hommes politiques, un passage pour le trafic ferroviaire et léger régional devrait également être envisagé. Lors d'une manifestation citoyenne le 27 juillet 2018, le ministre des Transports de Rhénanie du Nord-Westphalie, Hendrik Wüst, annonce que le passage devrait être achevé d'ici 2030.
Selon Straßen.NRW, douze variantes de planification sont envisagées.
Cependant, une résistance massive se produit contre un pont, tant de la part de Wesseling que du quartier de Porz-Langel de Cologne sur la rive droite du Rhin et du quartier voision de Niederkassel-Lülsdorf. La plupart des opposants est plutôt favorables à une solution de tunnel ou rejette le projet de construction dans son ensemble. Le projet est controversé parmi la population de Wesseling, Niederkassel-Lülsdorf et du quartier de Porz-Langel à Cologne, à travers les zones urbaines desquelles l'extension de l'A 553 passera probablement. Plusieurs initiatives citoyennes sont fondées pour tenter d'empêcher la construction du passage du Rhin
En février 2023, l'option privilégiée est décidée : au lieu d'un pont au carrefour de Godorf, dans le prolongement de la Kerkrader Straße, il faudrait construire un tunnel au niveau du carrefour de Wesseling. Ainsi, le tracé sur la rive droite du Rhin ne circulera pas entre Langel et Lülsdorf, mais entre Hüls (Evonik Lülsdorf) et Niederkassel, le nom Rheinspange 553 n'a plus de sens.